# Moghol
Das Moghol (auch Mogholi) ist eine mongolische Sprache und gehört innerhalb dieser zu den südwestmongolischen Sprachen.
Geographisch getrennt von den übrigen mongolischen Sprachen, wird sie noch von einigen wenigen Mitgliedern der Hazara-Ethnie im Gebiet um Herat in Afghanistan gesprochen. Es gibt nur noch wenige, meist ältere Sprecher dieser Sprache. Möglicherweise ist sie bereits ausgestorben.